# Liste der Naturdenkmale in Altenberg (Erzgebirge)
Die Liste der Naturdenkmale in Altenberg (Erzgebirge) nennt die Naturdenkmale in Altenberg im sächsischen Landkreis Sächsische Schweiz-Osterzgebirge.

## Definition
„Naturdenkmäler sind rechtsverbindlich festgesetzte Einzelschöpfungen der Natur oder entsprechende Flächen bis zu fünf Hektar, deren besonderer Schutz erforderlich ist
1. aus wissenschaftlichen, naturgeschichtlichen oder landeskundlichen Gründen oder
2. wegen ihrer Seltenheit, Eigenart oder Schönheit.“

„§ 18 – Naturdenkmäler – (zu § 28 BNatSchG)
(1) Die Erklärung nach § 22 Abs. 1 BNatSchG von Teilen von Natur und Landschaft als Naturdenkmal erfolgt durch Rechtsverordnung oder Einzelanordnung.
(2) Über § 28 Abs. 1 BNatSchG hinaus können Naturdenkmäler zur Sicherung von Lebensgemeinschaften oder Lebensstätten von im Bestand gefährdeten oder streng geschützten Arten festgesetzt werden.“

## Liste
Link zu einem Kartenansichtstool, um Koordinaten zu setzen.
| Bild            | Bezeichnung                                             | Lage                                                               | Beschreibung                                                     | Datum   | Nummer  |
| --------------- | ------------------------------------------------------- | ------------------------------------------------------------------ | ---------------------------------------------------------------- | ------- | ------- |
| BW              | Weißtanne auf der Sachsenhöhe (Abies alba)              | Bärenstein (50° 47′ 30,1″ N, 13° 47′ 57,2″ O)                      |                                                                  | 3       | wrk 120 |
| BW              | Weißtanne bei Waldidylle (Abies alba)                   | Bärenburg (50° 48′ 2,5″ N, 13° 43′ 26,3″ O)                        |                                                                  | 3, 4    | wrk 121 |
| BW              | Schwarzerle am Liebenauer Bach (Alnus glutinosa)        | Liebenau (50° 48′ 17,5″ N, 13° 49′ 27,9″ O)                        |                                                                  | 1, 3    | wrk 123 |
| BW              | Solitär-Buche Fürstenau (Fagus sylvatica)               | Fürstenau (50° 44′ 36,6″ N, 13° 49′ 33,1″ O)                       |                                                                  | 4, 5    | wrk 125 |
| BW              | Esche am Graupenweg Löwenhain (Fraxinus excelsior)      | Löwenhain (50° 46′ 2,8″ N, 13° 49′ 44,9″ O)                        |                                                                  | 4, 5    | wrk 126 |
| BW              | Holzapfel unter der Sachsenhöhe (Malus sylvestris)      | Bärenstein (50° 47′ 29,7″ N, 13° 48′ 5,2″ O)                       |                                                                  | 3, 4    | wrk 132 |
| BW              | Fichte am Hinterbärenburger Weg (Picea abies)           | Bärenburg (50° 48′ 17″ N, 13° 42′ 5,9″ O)                          |                                                                  | 3, 4    | wrk 133 |
| BW              | Fichte am Nasenbach in der Harthe (Picea abies)         | Liebenau (50° 47′ 19,2″ N, 13° 53′ 21,6″ O)                        |                                                                  | 3, 4    | wrk 134 |
| BW              | Höhenkiefer am Brandweg Schmiedeberg (Pinus sylvestris) | Kipsdorf (50° 49′ 40,6″ N, 13° 40′ 36,9″ O)                        |                                                                  | 1, 4    | wrk 136 |
| BW              | Holzbirne bei Falkenhain (Pirus pyraster)               | Falkenhain (50° 48′ 15,1″ N, 13° 44′ 45,1″ O)                      |                                                                  | 4       | wrk 137 |
| BW              | Feldulme Oberkipsdorf (Ulmus minor)                     | Kipsdorf (50° 48′ 35,9″ N, 13° 40′ 9,8″ O)                         |                                                                  | 1, 3, 4 | wrk 139 |
| BW              | Bergulme am Gießhübel bei Rehefeld (Ulmus glabra)       | Rehefeld (50° 43′ 36,9″ N, 13° 42′ 49,1″ O)                        |                                                                  | 3, 4    | wrk 140 |
| BW              | Vogelkirsche am Küchenhau bei Lauenstein (Prunus avium) | Lauenstein (50° 46′ 46,2″ N, 13° 48′ 41,2″ O)                      |                                                                  | 4, 5    | wrk 141 |
| Fotos hochladen | Blockhalden am Kahleberg                                | (50° 44′ 56,9″ N, 13° 43′ 48,2″ O)                                 |                                                                  |         | WRK 003 |
| Fotos hochladen | Blockhalden am Kahleberg                                | (50° 45′ 6,6″ N, 13° 44′ 0,3″ O)                                   |                                                                  |         | WRK 003 |
| BW              | Hochmoorwiesen                                          | Zinnwald-Georgenfeld, Altenberg (50° 43′ 46,8″ N, 13° 44′ 52,2″ O) |                                                                  |         | WRK 010 |
| BW              | Moorgebiet am Großen Galgenteich                        | (50° 45′ 41,3″ N, 13° 44′ 37,1″ O)                                 |                                                                  |         | WRK 011 |
| BW              | Erdbachtal bei Geising                                  | 1,5 km südöstlich Geising (50° 44′ 42″ N, 13° 48′ 27,7″ O)         | im Naturschutzgebiet Grenzwiesen Fürstenau und Fürstenauer Heide |         | WRK 012 |
| BW              | Akeleiwiese                                             | (50° 46′ 55,1″ N, 13° 47′ 33,2″ O)                                 |                                                                  |         | WRK 013 |
| BW              | Hirtenwiese                                             | Geising (50° 45′ 12,9″ N, 13° 48′ 12,5″ O)                         |                                                                  |         | WRK 018 |
| BW              | Zinnwalder Wiese                                        | Zinnwald-Georgenfeld, Altenberg (50° 44′ 12,8″ N, 13° 45′ 52,8″ O) |                                                                  |         | WRK 019 |
| BW              | Quellgebiet des Kalten Brunnens                         | Geising (50° 43′ 58,7″ N, 13° 47′ 28,3″ O)                         | im Naturschutzgebiet Grenzwiesen Fürstenau und Fürstenauer Heide |         | WRK 020 |
| BW              | Bettelsackwiese                                         | Geising (50° 45′ 12,1″ N, 13° 47′ 44″ O)                           |                                                                  |         | WRK 022 |
| BW              | Märzenbecherwiese                                       | Rehefeld-Zaunhaus (50° 43′ 50,9″ N, 13° 41′ 50,2″ O)               |                                                                  |         | WRK 023 |
| BW              | Oberes Schilfbachtal                                    | Falkenhain (50° 48′ 29,1″ N, 13° 45′ 5″ O)                         |                                                                  |         | WRK 068 |
| BW              | Bielatal                                                | Bärenstein (50° 48′ 6,9″ N, 13° 46′ 25,2″ O)                       |                                                                  |         | WRK 069 |
| BW              | Wiese am Sommerweg                                      | Geising (50° 44′ 35,9″ N, 13° 47′ 12,1″ O)                         | im Naturschutzgebiet Grenzwiesen Fürstenau und Fürstenauer Heide |         | WRK 071 |
| BW              | An der Grenze                                           | 2,6 km südöstlich Fürstenwalde (50° 44′ 30,5″ N, 13° 53′ 22,9″ O)  |                                                                  |         | WRK 073 |
| BW              | Teich im Tal der Großen Biela                           | Bärenstein (50° 48′ 19,4″ N, 13° 46′ 33,1″ O)                      |                                                                  |         | WRK 075 |
| BW              | Postteich                                               | Schellerhau (50° 46′ 48,2″ N, 13° 41′ 8,6″ O)                      |                                                                  |         | WRK 077 |
| BW              | Parkteich Bärenfels                                     | Bärenfels (50° 47′ 40″ N, 13° 40′ 35″ O)                           |                                                                  |         | WRK 078 |
| BW              | Tümpel am Rande des Sportplatzes Bärenburg              | Oberbärenburg (50° 47′ 35,6″ N, 13° 42′ 58,7″ O)                   |                                                                  |         | WRK 079 |
| BW              | Himmelsleiterwiese                                      | Bärenfels (50° 47′ 48,8″ N, 13° 40′ 31,9″ O)                       |                                                                  |         | WRK 119 |
| BW              | Wiesen an der Kleinen Biela                             | Bärenstein (50° 48′ 5,1″ N, 13° 46′ 40,7″ O)                       |                                                                  |         | WRK 120 |
| BW              | Wiesen am Steinbruch Lauenstein                         | (50° 47′ 12″ N, 13° 48′ 34,7″ O)                                   |                                                                  |         | WRK 121 |
| BW              | Wiese am Klärwerk Lauenstein                            | (50° 47′ 33,2″ N, 13° 49′ 8,4″ O)                                  |                                                                  |         | WRK 122 |
| BW              | Bielaquellwiese am Sportlerlager Altenberg              | (50° 46′ 18,2″ N, 13° 44′ 44,7″ O)                                 |                                                                  |         | WRK 123 |
| BW              | Schwarzwasserwiese bei Altenberg                        | (50° 45′ 9,9″ N, 13° 45′ 32,5″ O)                                  |                                                                  |         | WRK 124 |

Das Nummernschema des Landkreises unterscheidet
- Einzelnaturdenkmal = Kleinbuchstaben (wrk 001 Babisnauer Pappel; …)
- Flächennaturdenkmal = Großbuchstaben (WRK 001 Kugelpechstein; …)